# وضع جماع جانبي
وضع جماع جانبي (بالإنجليزية: Lateral coital position)‏ هي وضعية جنسية وصفها ماسترز وجونسون في الاستجابة الجنسية للإنسان. فضلها 75 ٪ من أفراد العينة المغايرة بمجرد تجريبها للمرة الأولى.